# I’ll Be Waiting
I’ll Be Waiting (englisch für „Ich werde warten“) ist ein Lied des US-amerikanischen Sängers Lenny Kravitz. Der Song ist die erste Singleauskopplung seines achten Studioalbums It Is Time for a Love Revolution und wurde am 18. Januar 2008 veröffentlicht.

## Inhalt
I’ll Be Waiting ist ein Liebeslied und wird von Lenny Kravitz aus der Perspektive des lyrischen Ichs gesungen. Er singt von einer Frau, deren Herz gebrochen ist, weil sie von ihrem Freund verlassen wurde. Doch er werde für immer auf sie warten und an ihrer Seite sein, wenn sie Hilfe brauche, weil er der einzige sei, der sie wirklich liebe.

“As long as I’m living

I’ll be waiting

As long as I’m breathing

I’ll be there

Whenever you call me

I’ll be waiting

Whenever you need me

I’ll be there”

## Produktion
Der Song wurde von Lenny Kravitz selbst produziert und er fungierte neben Craig Ross auch als Autor.

## Musikvideo
Bei dem zu I’ll Be Waiting in einem Aufnahmestudio in New York City gedrehten Musikvideo führte Philip Andelman Regie. Es ist komplett schwarz-weiß gehalten und verzeichnet auf YouTube über 37 Millionen Aufrufe (Stand Mai 2023). Zu Beginn geht Lenny Kravitz die Treppen zu seinem Studio hinauf, wo er den Song in einem halbdunklen Raum am Klavier spielt und singt. Weitere Szenen zeigen ihn beim Einsingen in der Gesangskabine und beim Einspielen der verschiedenen Instrumente, darunter Gitarre, Bass und Schlagzeug. Anschließend dirigiert er ein ganzes Orchester, welches das Lied spielt.

## Single

### Covergestaltung
Das Singlecover ist schwarz-weiß gehalten und zeigt Lenny Kravitz, der eine Sonnenbrille, eine Lederjacke und mehrere Ketten trägt. Rechts oben im Bild befindet sich der Titel i’ll be waiting in Schwarz, während der weiße Schriftzug Lenny Kravitz rechts unten steht.

### Titellisten
Single
1. I’ll Be Waiting – 4:19
2. Again – 3:48

Maxi
1. I’ll Be Waiting – 4:19
2. Again – 3:48
3. Can’t Get You Off My Mind – 4:36
4. It Ain’t Over ’Til It’s Over – 4:03

### Chartplatzierungen
I’ll Be Waiting stieg am 1. Februar 2008 auf Platz acht in die deutschen Singlecharts ein und erreichte drei Wochen später mit Rang sechs die höchste Position. Insgesamt konnte es sich 19 Wochen lang in den Top 100 halten, davon vier Wochen in den Top 10. In den deutschen Airplaycharts erreichte das Lied für eine Woche, in der Chartwoche vom 22. Februar 2008, die Chartspitze. Weitere Top-10-Platzierungen gelangen unter anderem in Italien und der Schweiz (je Rang 4), Belgien und den Niederlanden (je Rang 5) sowie in Österreich (Rang 6). In den deutschen Single-Jahrescharts 2008 erreichte der Song Position 39.
| ChartsChartplatzierungen       | Höchstplatzierung | Wochen |
| ------------------------------ | ----------------- | ------ |
| Deutschland (GfK)              | 6 (19 Wo.)        | 19     |
| Österreich (Ö3)                | 6 (27 Wo.)        | 27     |
| Schweiz (IFPI)                 | 4 (39 Wo.)        | 39     |
| Vereinigte Staaten (Billboard) | 73 (2 Wo.)        | 2      |

| ChartsJahrescharts (2008) | Platzierung |
| ------------------------- | ----------- |
| Deutschland (GfK)         | 39          |
| Österreich (Ö3)           | 30          |
| Schweiz (IFPI)            | 18          |

### Verkaufszahlen und Auszeichnungen
I’ll Be Waiting erhielt im Jahr 2018 in Deutschland für mehr als 150.000 verkaufte Einheiten eine Goldene Schallplatte.

| Land/Region        | Auszeichnungen für Musikverkäufe (Land/Region, Auszeichnung, Verkäufe) | Verkäufe |
| ------------------ | ---------------------------------------------------------------------- | -------- |
| Deutschland (BVMI) | Gold                                                                   | 150.000  |
| Japan (RIAJ)       | Gold                                                                   | 100.000  |
| Schweiz (IFPI)     | Gold                                                                   | 15.000   |
| Insgesamt          | 3× Gold ·                                                              | 265.000  |

Hauptartikel: Lenny Kravitz/Auszeichnungen für Musikverkäufe